# Nova Gora, Krško
Nova Gora este o localitate din comuna Krško, Slovenia, cu o populație de 47 de locuitori.